# Frédérique Matla
Frédérique Matla, född den 28 december 1996 i Huizen, är en nederländsk landhockeyspelare.

## Karriär
Frédérique Matla ingick i det nederländska landhockeylag som tog guld vid OS 2020 och OS 2024.